# 科瓦奇·帕尔
科瓦奇·帕尔（匈牙利語：Kovács Pál，1912年7月17日—1995年7月8日），匈牙利男子击剑运动员。他曾参加1936年、1948年、1952年、1956年和1960年夏季奥运会击剑比赛，共获得6枚金牌和1枚铜牌。
1995年7月，科瓦奇在布达佩斯去世。